# 2024年至2025年度香港政府財政預算案
《2024年至2025年度香港政府財政預算案》，是財政司司長陳茂波於2024年2月28日在立法會綜合大樓發表的香港政府財政預算案。

## 内容摘要

### 堅定信心

#### 全方位吸引企業、資金和人才
- 40多家重點企業已經獲即將與引進辦簽署意向書，預計重點企業未來數年將為香港帶來超過400億港元的投資，創造約1.3萬個職位[1]。
- 香港投資管理有限公司（港投公司）2024年上半年將落實首批投資專案，涵蓋生命科技、金融、半導體等領域；積極參與本地、內地、海外的創科網路；籌辦“國際主權基金圓桌會議”探索投資機遇，“香港初創投資和發展高峰論壇”支持不同階段創科企業的發展
- 設立基金遷冊機制，吸引外地基金來港註冊和運營，將於上半年提交立法建議[2]。

#### 開拓資金新來源
開拓中東市場等資金新來源，亞太地區首只沙地阿拉伯股票的指數基金2023年底在香港掛牌，正推動在中東上市一只香港股票指數基金。

#### 匯聚人才
自“高才通”等人才措施推出，過去一年多共批出十四萬宗申請，約十萬名人才已抵港。“高才通”獲批人士年齡中位數為35歲，六成為已婚人士；超過一般抵港半年獲以上人才已獲聘，他們每月收入中位數約五萬港元；“香港人才服務辦公室”（人才辦）將於今年5月舉辦“全球人才高峰會暨粵港澳大灣區人才高質量發展大會”，推動大灣區內人才流動和合作。

#### 為復蘇增添有利條件
- 物業市場：即日起所有住宅物業交易無需再交付額外印花稅、買家印花稅和新住宅印花稅[5]。
- 股票市場：港交所已於2023年將沙烏地阿拉伯和印尼證券交易所納入可交易所之列；預計年中落實股票市場流動性專責小組2023年10月提出的包括改革創業板等建議[6]。

#### 協助中小企業
- 八成至九成中小企融資擔保計畫擔保產品的申請延長兩年至2026年3月底，總信貸擔保承擔額將額外增加100億元[7]。
- “數碼轉型支援先導計畫”年初會邀請餐飲業及零售業的中小企，集中再電子支付、店面銷售及線上推廣、客戶管理系統三方面，預計最少八千家中小企受惠[8]。
- 建議向“BUD專項基金”進一步注資5億元，協助中小企業開拓內地及海外市場，增設“電商易”，每家企業可獲資助最多100萬港元，用於在內地推行電商專案[9]。
- 推出優化利得稅扣減開支的兩項措施，2024-25課稅年度起生效。

#### 全方位打造香港品牌
- 上半年會有80多項不同主題及類型盛事活動，包括“藝術三月”“LIV Golf”等；香港將與廣東省及澳門聯合承辦2025年的第十五屆全國運動會；已預留1億元加強未來三年盛事宣傳工作[10]。
- 金融論壇：3月“金融盛事周”將迎來“裕澤香江”高峰論壇、Miken Institute全國投資者研討會等；推出海外演講贊助計畫，贊助知名學者和業界翹楚出席海外活動[11]。
- 善用海濱資源：旅遊局將以維港為背景，每月舉辦煙火和無人機表演，重新打造“幻彩詠香江”燈光音樂匯演，發展局將在維港海濱引入餐飲、零售及娛樂商業設施[12]。
- 旅遊添活力：旅遊局將推出“中西藝術”“流行文化”等旅遊產品，“城市漫步”等深度遊；旅遊事務署將在未來數年繼續推行“西貢海藝術節”等品牌專案。
- 加強宣傳推廣：與大灣區城市合作推廣“一程多站”旅遊；旅遊局會優化“優質旅遊服務”計畫，推出“真人show”節目等；推動盛事活動和設計主題式深度旅遊；向旅遊事務署及旅遊局增撥十億九千五百萬元[13]。

### 支援市民和企業
寬減2024/25年度首季的住宅物業差餉，每戶1000港元為上限，估計設計308萬個住宅物業，政府收入將減少26億；寬減2024/25度首季的非住宅物業差餉，每戶1000港元為上限，估計設計43萬個住宅物業，政府收入將減少3.7千萬元；寬減2023/24百分之百的薪俸稅和個人入息課稅，上限為3000元，全港206萬名納稅人受惠，政府收入將減少51億元；寬減2023/24課稅年度百分之百的利得稅，上限為三千元，全港十六萬家企業受惠，政府收入將減少四億三千萬港元；向領取社會保障金的資格人士，發放金額相當於半個月的綜合社會保障援助（綜援）標準金額，高齡津貼、長者生活津貼或傷殘津貼，設計額外開支共約三十億港元。

### 加速推動高質量發展
- 邁向綠色未來
- 數字經濟
- 國際創新科技中心
- 國際金融中心
- 國際貿易中心
- 區域知識產權貿易中心
- 國際航運中心
- 國際航空樞紐
- 亞太區國際法律及爭議解決服務中心
- 中外文化藝術交流中心

### 培育本地人才
- 創科人才
- 醫護專業人才
- 海運及空運人才
- 專利人才
- 國際法律人才

### 土地及房屋供應
- 土地供應

- 房屋供應

### 醫療衛生
- 中醫藥發展

- 控煙政策

### 關愛共融
- 青年發展
- 關顧長者
- 支持殘疾人士
- 婦女發展
- 支援在職家庭育兒